# Volba izraelského prezidenta 1973

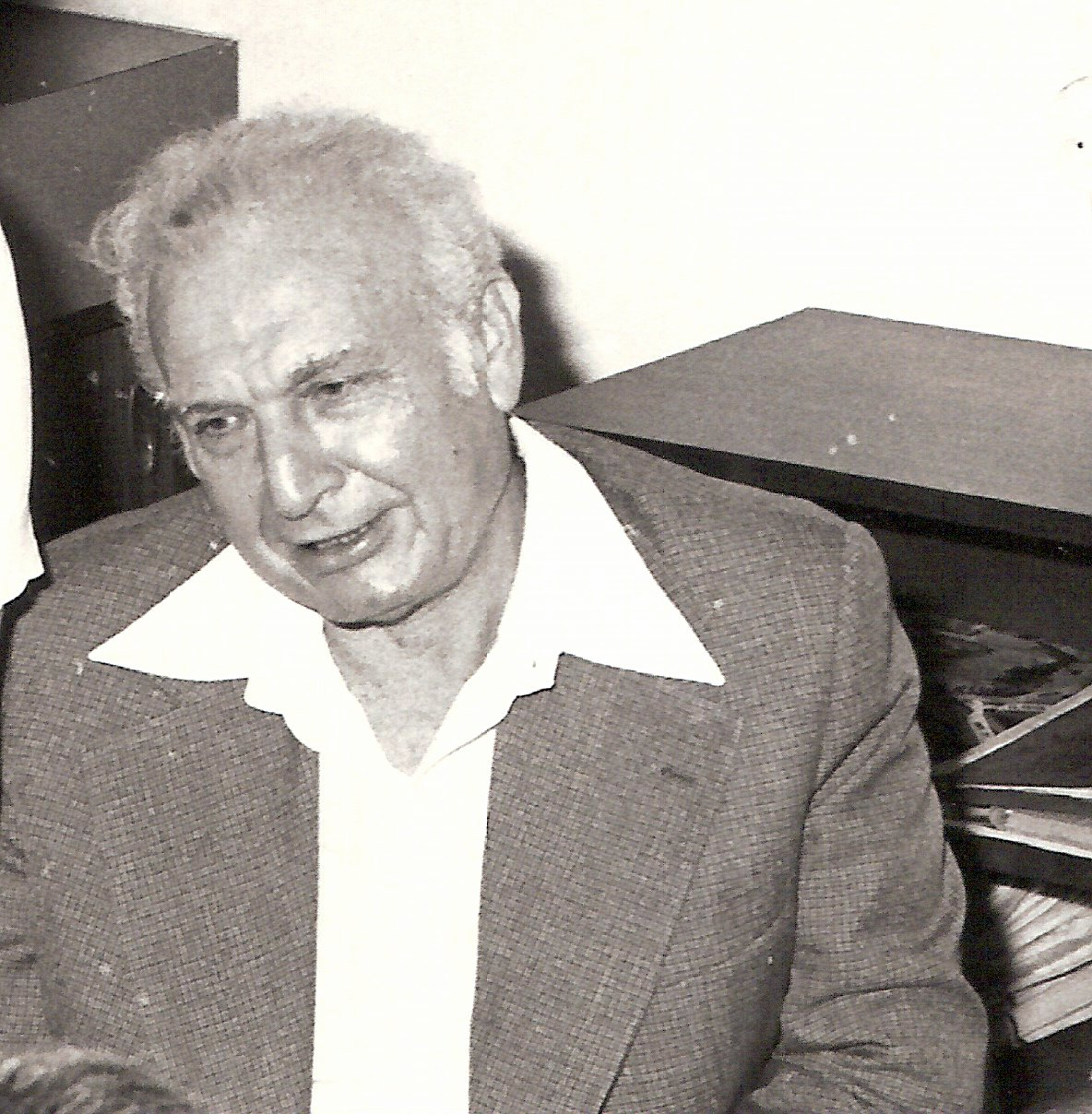
Efrajim Kacir se stal vítězem těchto prezidentských voleb.

Volba izraelského prezidenta se v Knesetu konala 10. dubna 1973. Vítězem voleb se stal Efrajim Kacir, nominovaný Stranou práce, jenž 24. května téhož roku složil prezidentskou přísahu. Ve funkci tak nahradil dosluhujícího Zalmana Šazara.

## Kandidáti
Do voleb čtvrtého izraelského prezidenta nastoupili dva kandidáti:
- Efrajim Kacir – profesor na Weizmannově institutu věd, přední izraelský vědec v oboru biofyziky a biochemie, průkopník na poli biotechnologií, nositel řady prestižních vědeckých cen, doktorátů a člen řady světových vědeckých společenství; nominován Stranou práce
- Efrajim Urbach – rabín, profesor Talmudu na Hebrejské univerzitě v Jeruzalémě, člen Izraelské akademie věd; nominován stranami Likud a Národní náboženskou stranou

Před tím, než se stal Efrajim Kacir kandidátem Strany práce na post premiéra, zvažovala předsedkyně strany a premiérka Golda Meirová jako kandidáta Kacirova bratra Aharona Kacira, rovněž význačného vědce a profesora. Ten však zahynul v roce 1972 během teroristického útoku na letišti Lod.

## Výsledky
Konalo se pouze jedno kolo voleb, neboť Efrajim Kacir hned v prvním získal nadpoloviční počet hlasů ve 120členném Knesetu. Výsledky hlasování byly následující:
| kandidát         | hlasů |
| ---------------- | ----- |
| Efrajim Kacir    | 66    |
| Efrajim Urbach   | 41    |
| prázdných lístků | 9     |
| celkem           | 116   |